# Anugerah Industri Muzik
Anugerah Industri Muzik (AIM) − nagrody przyznawane przez Recording Industry Association of Malaysia, honorujące wyróżniające się osiągnięcia w malezyjskim przemyśle muzycznym. Przeznaczone są nie tylko dla muzyki malajskojęzycznej produkowanej w Malezji, ale także dla muzyki anglojęzycznej, chińskiej i indyjskiej. Dla dwóch ostatnich podkategorii muzyki wprowadzono odrębne nagrody, odpowiednio w 1999 i 2013 roku. Stanowią malezyjski odpowiednik nagród Grammy.
Pierwsze nagrody Anugerah Industri Muzik zostały rozdane w 1993 roku.